# بنسباریا
بنسباریا (به لاتین: Bansbaria) یک منطقهٔ مسکونی در بنگلادش است که در ناحیه پتوکالی واقع شده‌است.